# 開放科學

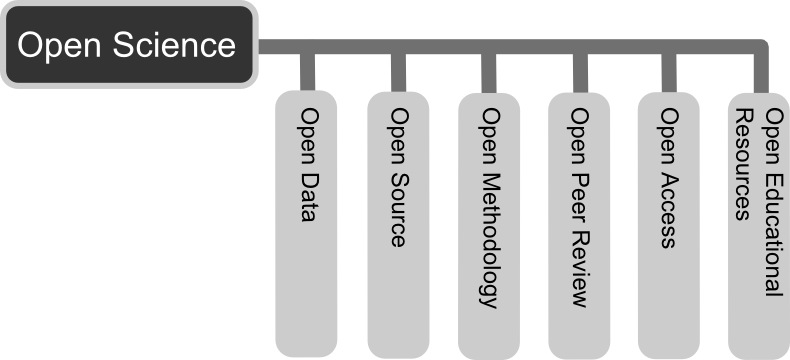
開放科學的六個原則

開放科學（Open Science）是讓各社會階層的人，不分專業或是業餘，都可以接觸科學研究、資料以及相關傳播訪問的運動。開放科學的作法包括出版開放研究，致力开放获取，鼓勵科學家進行Open notebook science，讓科學知識的出版及傳播越來越容易。促進開放科學訓練的歐洲研究（Facilitate Open Science Training for European Research, FOSTER）是歐盟資助的計劃，已經發展了開放科學的資料分類法，設法要對應開放科學的相關領域。
在17世紀時有学术期刊的出現，而社會上希望獲得知識的需求強烈到一個程度，科學家們需要組成群體以分享其資源 ，在彼此分享的同時也可以共同進行研究，那時開放科學就開始了。在現代則出現了哪些科學資料可以分享的爭議，其中的衝突點是在有些科學家希望可以獲取彼此共享的資源，而有些科學家希望別人分享其資源及研究成果時，自己也可以得到一些合理的報酬。此外，正如OpenScience博客指出的那樣，在一個學術研究領域可供其推廣的開放獲取和資源狀態可能會不同於另一個領域的。

## 背景
科学被广泛地理解为收集，分析，发布，再分析，批评和重用数据。 开放科学的支持者确定了阻碍或劝阻广泛传播科学数据的一些障碍。这些障碍包括为了利润研究的出版社的财务[发布商]，发布商对数据使用的限制，数据格式不良或使用专有软件，使其难以重新使用，以及不愿意发布数据文化, 害怕失去对信息如何使用的控制。

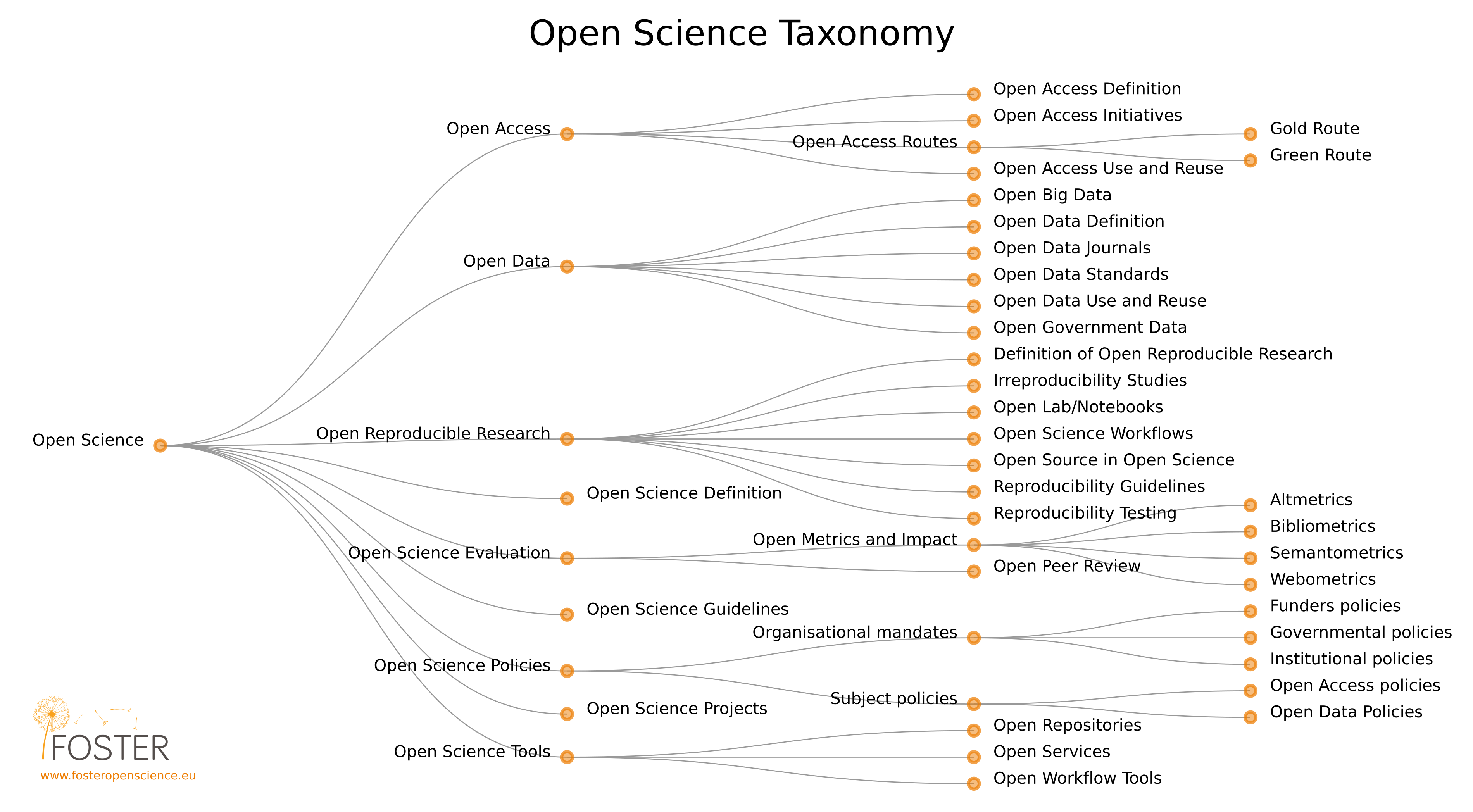
开放科学分类

根据FOSTER分类法，开放科学通常包括开放获取，开放数据和开源软件运动的各个方面，现代科学需要软件来处理数据和信息。开放式研究计算也解决了科学结果的再现性问题。

## 書目
- Nielsen, Michael. . Princeton, N.J.: Princeton University Press. 2011. ISBN 978-0-691-14890-8.